# Geodia spherastrea
Geodia spherastrea är en svampdjursart som beskrevs av Claude Lévi 1964. Geodia spherastrea ingår i släktet Geodia och familjen Geodiidae. Inga underarter finns listade i Catalogue of Life.